# 陸奧彎角介
陸奧彎角介（学名：Loxocorniculum mutsuense）为彎貝介科彎角介屬下的一个种。